# Cabinet Office

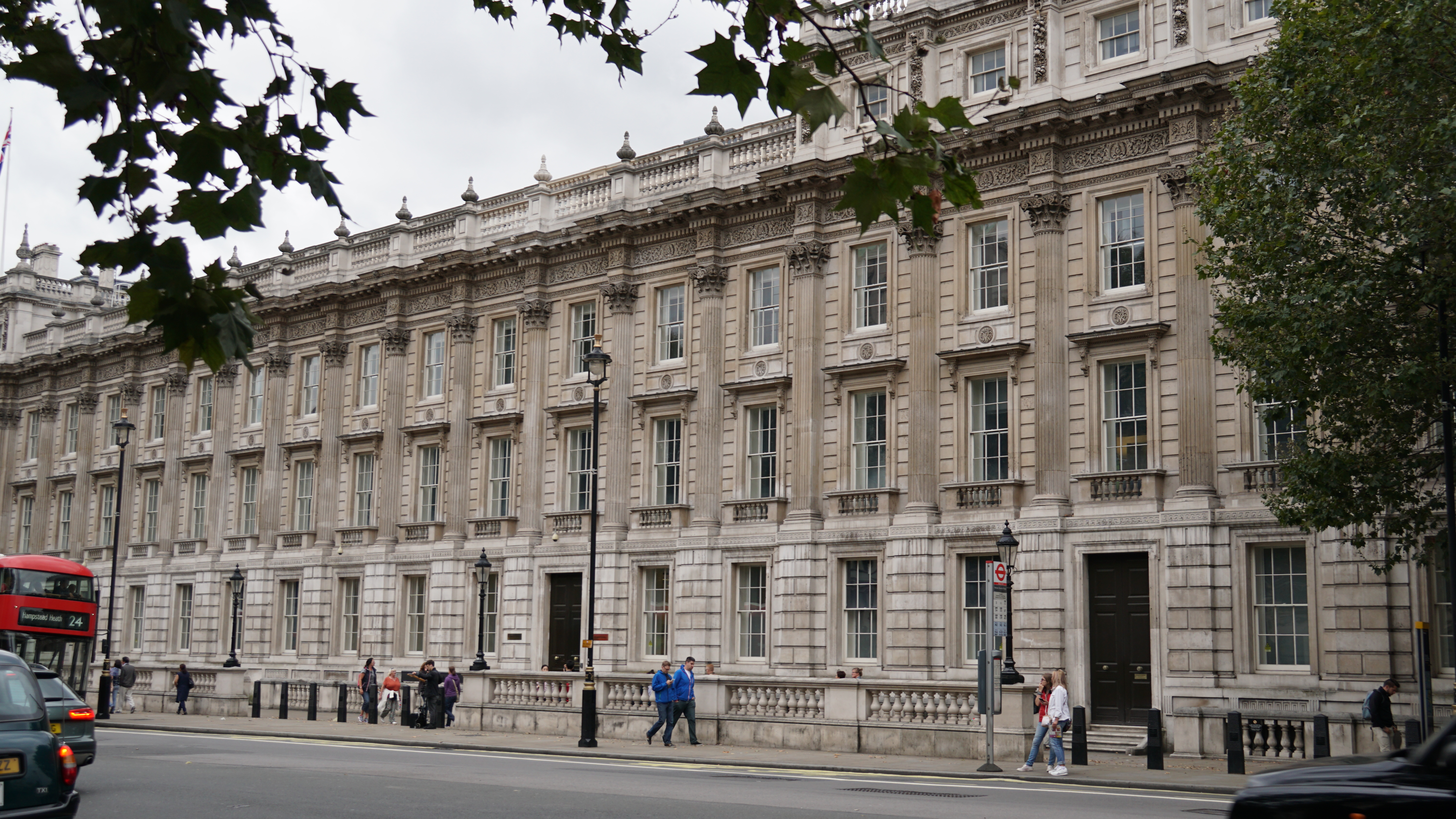
Byggnaden längs med Whitehall i Westminster, nära 10 Downing Street, är säte för Cabinet Office.

Cabinet Office är ett regeringsdepartement i Storbritannien med huvuduppgift är att understödja premiärministern och den inre kretsen av regeringen, The Cabinet.

## Bakgrund
Cabinet Office inrättades 1916 och var en efterföljare till Committee of Imperial Defence. Huvudkontoret är beläget vid 70 Whitehall i närheten av Downing Street.
I Camerons koalitionsregering, som tillträde i maj 2010, var bland annat Nick Clegg (Deputy Prime Minister) och Francis Maude (Minister for the Cabinet Office, Paymaster General) placerade vid Cabinet Office. Ytterligare två biträdande ministrar, minister of state, tjänstgör vid Cabinet Office. Antalet tjänstemän uppgår till drygt tiotusen personer och den högsta chefstjänstemannen innehar titeln Cabinet Secretary.